# 南开价格指数
南开价格指数，是南开大学经济研究所自1927年开始编制的各种价格指数的统称。作为中国的第一个物价指数，南开价格指数是研究当时中国经济的重要参考指标，具有较高影响力和学术价值。南开价格指数自1927年南开大学经济研究所成立的当年开始编制，直到1952年编成。

## 子指数
- 华北批发物价指数
- 天津工人生活费指数
- 中国进出口贸易物量物价指数：1867年至1937年
- 津沪外汇指数
  - 天津外汇指数：1898年1月开始编制。
  - 上海外汇指数：1905年2月开始编制。
- 天津零售物价指数：1926年开始编制。